# 東京学芸大学附属国際中等教育学校
東京学芸大学附属国際中等教育学校（とうきょうがくげいだいがくふぞく こくさいちゅうとうきょういくがっこう、英: Tokyo Gakugei University International Secondary School、略称：TGUISS）は、東京都練馬区東大泉五丁目に所在する、東京学芸大学附属の国立中等教育学校。
後期課程（高等学校に相当）からも帰国子女を若干名募集しているが、それ以外は編入学者を募集しない準完全中高一貫校。
設置者は国立大学法人東京学芸大学。国際バカロレア認定校。

## 概要
2007年4月1日に、隣接する東京学芸大学附属大泉中学校と東京学芸大学附属高等学校大泉校舎が統合・再編し開校した。
2010年2月5日に国際バカロレア (IB)（MYP認定校）に認定された。2015年3月31日にはDP認定校にもなり、MYPとDPのIB一貫教育を実践する初の国公立学校となった。これにより海外大学にも通用する卒業要件を満たすことになる。
2011年1月に持続可能な開発のための教育 (ESD) の相互研究を目的とするユネスコスクールに加盟している。
2014年3月に、スーパーグローバルハイスクール (SGH) アソシエイト、スーパーサイエンスハイスクール (SSH) に指定されている。
第1学年の定員は105名で、附属大泉小学校、帰国生および外国籍生徒、国内の小学校を卒業した生徒が、それぞれおよそ3分の1ずつを占めている。その後、半年ごとに海外からの帰国生が入学し、卒業時には130～135名程度になる。
中等教育学校後期課程では単位制を採用しており、80単位以上の修得が卒業条件である。

## 沿革
- 2006年（平成18年）
  - 1月 - 附属大泉中学校と附属高等学校大泉校舎を統合・再編した当校の開校を公表。
  - 4月 - 開設準備室を大泉地区に設置。
- 2007年（平成19年）
  - 4月1日 - 「東京学芸大学附属国際中等教育学校」（現校名）が開校。附属大泉中学校の生徒募集を停止。
  - 10月 - 校歌を制定。
  - 11月 - 開校記念式典を挙行。
- 2008年（平成20年）12月 - 校舎の改修・耐震化工事を開始。
- 2009年（平成21年）
  - 3月 - 附属大泉中学校が閉校。
  - 4月 - 前期課程（1～3年）の入学完了（第3回生入学）
  - 7月 - 新棟C棟（総合メディアセンター・教務室等）が完成。
- 2010年（平成22年）
  - 2月5日 - 国際バカロレア (IB)（MYP認定校）に認定される。
  - 3月 - 校舎改修・耐震化工事が完了。
  - 4月 - 附属高等学校大泉校舎の生徒募集を停止。
- 2011年（平成23年）1月 - ユネスコスクール加盟校となる。
- 2012年（平成24年）
  - 3月 - 附属高等学校大泉校舎が閉校。
  - 4月 - 全学年の入学完了（第6回生入学）
- 2014年（平成26年）3月
  - スーパーサイエンスハイスクール (SSH) 指定校となる。（2019年3月に再指定、2023年度まで）
  - スーパーグローバルハイスクール (SGH) アソシエイト指定校となる。
- 2015年（平成27年）
  - 3月31日 - IBのDP認定校となる。
  - 3月 - スーパーグローバルハイスクール (SGH) 指定校となる。（～2020年3月）
- 2019年（令和元年）4月 - ワールドワイドラーニングコンソーシアム (WWL) 事業連携校となる。
- 2023年（令和5年）
  - 1月 - 進捗していた校庭の人工芝化が完了。
  - 6月 - SpFを人工芝の校庭で初めて開催する。

## 入試

### 外部からの入学
外部からの入学者募集は、国内の小学校から受ける一般入試のほか帰国子女入試からなる。

### 内部進学
内部進学には定員があり、毎年9月頃に実施されている内部進学生徒用の入学試験がある。
主に隣接する大泉小学校から募集しており、小金井小学校、世田谷小学校、竹早小学校からも若干名のみ募集している。

### 編入学
1年生9月期入学から6年生4月期入学までの全ての学年において、年2回帰国子女を対象とした編入試験が行われる。したがって、卒業時には半数は帰国生である。

## 教育

### アドミッション・ポリシー
学校像
多様で異なる人々と、共生・共存でき、進展する内外の国際化の中で、活躍する力を持った生徒を育てる学校
教育理念
- グローバルな視野の育成
- 多文化共生の教育
- 多様性と共通の価値・ルールの確立
- 社会参加を通した市民性の育成
- 基本的な知識・技能の習得と特色ある中等教育カリキュラムの開発

教育目標
- 世界に生きる学力と教養を身につけよう
- 多様な表現やコミュニケーション能力を育もう
- 知・心・身体のバランスを大切にして成長し続けよう
- 多様性の意義を認識するとともに、寛容性・耐性（トレランス）を育もう

生徒像
- 現代的な課題を読み解く力を持った生徒
- 知識とイメージを自分で再構成する力を持った生徒
- 対話を通して人との関係を作り出す力を持った生徒
- 異文化への寛容・耐性を持った生徒

### 課業
3学期制。週5日制。8時30分始業（8時25分予鈴有り）。朝のSHRは原則ない（担任によってはあり）。一限50分。
月・水・金は6時限で、昼休み後にSHRを行い、放課後に清掃をする。15:10終業。火・木は7時限で、SHR、清掃はなく、15:55終業。なお2008年度までは、木曜日のみ7時限だった。
放課後に会議等がある場合には、一限45分の全日短縮時程が実施され、その場合SHR、清掃はない。ただし水曜日が全日短縮時程の時は、火曜日に清掃が行われる。また、昼休みに会議等がある場合には午前短縮時程になっていたが、通常の時程と同様に昼休み後はSHR、清掃が実施されていた。2023年現在午前短縮時程は組まれていない。

## 教育課程
1～4年生は全員、IB教育の MYP (Middle Years program) を学ぶ。また、5・6年生は、学年の内15名程度の選択者が Diploma Program (DP) を学ぶ。

### 科目「国際教養」
全学年に科目「国際教養」を設けている。これは、学習指導要領で定められている総合的な学習の時間/探究の時間、学級活動・ホームルーム活動、道徳を再編したもので、国際理解・人間理解・理数探究をその三本の柱としている。学校での授業や、校外学習（ワークキャンプ、フィールドワーク等）を通して学習を進める。

### 外国語による授業
英語以外の科目を英語で学習する科目として、前期課程（中学校に相当）においては "Learning in English" ("LE")（週2時間）、3～6年次で "IM"（イマージョン）を設けている。
"LE" と3年次の「国際3IM」（週1時間）は総合的な学習の時間の一部としたものである。"LE" では国際理解、環境、福祉などの教科横断的・総合的なテーマについて英語を用いて考察していく。母語話者の講師により授業が展開される。「国際3IM」では、社会、数学、理科、美術等の内容を英語で学習する。
2008年度までは、1年次に一コマ30分の "LE" が水曜日を除いた全ての曜日に設置されていた。1・2時限と3・4時限を統合し、LE30分と休憩10分、普通科目授業80分に分割していて、1時限と2時限の間、3時限と4時限の間のチャイムは鳴らなかった。1年次のみにこの時程が適用されていたが、2009年度のLEは週3時間に変更された。
後期課程において次の科目に "IM" を設けている。生徒はそのうちの一部または全てを選択することができる。
- 4年（高等学校1年）「公共」「数学A」「科学と人間生活」
- 5年（高等学校2年）「歴史総合」「数学特講イマージョンA」「サイエンスイマージョンA」
- 6年（高等学校3年）「政治・経済」「数学特講」「物理」

5～6年のDPにおけるいくつかの科目は、学習指導要領のいくつかの科目と対応しており、履修を代替したものとなる。

### カリキュラムの特色
- 1～4年次の数学は、独自に改編したカリキュラムによる授業が展開される。また、独自に編集したテキストを用いて、自然現象・社会的事象等について探究する。
- MYP最終学年である4年次に、学習の集大成として、PP (Personal Project) で個人研究を年間を通して取り組む。
- 4、5年次では、第二外国語（フランス語、ドイツ語、スペイン語、中国語、韓国・朝鮮語）の授業が開講されている。
- DPを履修する場合、数学や理科科目ではHL（ハイヤーレベル）の設定がないため、国際バカロレア入試制度で理数科目HL履修を出願要件として要求する国内大学の理系学部や海外大学に出願することはできない。
- 日本語が十分ではない帰国子女生徒に対して、日本語指導をするJSL (Japanese as a Second Language) を行っている。なお6年生では、古典と同じ授業時間に日本語理解の授業が開講されている。
- 後期課程で開講されている学校設定教科は以下の通り。

日本語理解、歴史（日本史または世界史）特講、地理特講、政治経済IM、数学特講、理科（物理、化学、生物、地学）演習、Global Issues, 英語以外の言語、Informatics, 国際A・B

### 編成
1クラス30名程度である。毎年クラス替えがある。
英語は1年から、数学は4年から、少人数習熟度別のクラス編成がなされる。
5, 6年次のDP履修の要件は、入試のような選抜試験があるわけではなく、DPの授業に見合ったクラス規模を保つためにも人数を限定し、4年次までの学習状況や進路希望および本人の適性などを考慮しながら決められる。
海外大学進学を希望している生徒がDPを選択する傾向はあるが、DPを選択しない生徒でも、"IM"で勉強して海外大学に挑戦する生徒も多くいる。DPを修得することによって行きやすい海外大学がある一方で、理系の科目を得意とする生徒の中にはDP科目を履修しないで"IM"を履修して、海外の難関大学に挑戦している生徒もたくさんいる。
DP履修生は、一般プログラム生とHRクラスが完全に分かれることはない。一般プログラム4クラスのうち1または2クラスにDP生全員が一般プログラム生とともに所属する予定である。DPの授業の時のみ別々に学習する。一般プログラムとは、一日の生活時程はほぼ変わらないが、定期テストや国際教養の時間の一部が異なる。

### 留学制度
生徒が海外の生徒と交流する機会だけでも月に2～3回はある。視察を含めると、2日に1回くらい、カナダやアメリカ、フランス、中国など、世界中から留学生が来ている。
外国からの留学生受け入れ制度もあり、2024年度も短期・長期を合わせると複数名の留学生が来校した。
当校から留学する生徒も多くいる。特に4年次夏から5年次夏まで1年間の留学に行く生徒が多く、学年の1割弱、5～10人ぐらいの生徒が留学している。当校では留学の単位を認める制度があり、6年で卒業することもできる。

### 研究プロジェクト
当校はSSH指定校、SGHアソシエイト校に認定されており、探究活動が盛んである。校内では1年間を通して生徒が自主的に研究に取り組む「ISSチャレンジ」という校内研究コンテストが存在し生徒の約1/3が個人・グループで参加する、非常に盛り上がるコンテストとなっている。年度末には約8組の「ファイナリスト」と約15組の「セミファイナリスト」が選ばれ、2月の研究発表会を踏まえて前者からは各賞、後者からは奨励賞がさらに選出される。
2023年度までは「サイエンス部門」「グローバル部門」と、実質的な「理系」「文系」での部門の分け方を定めていたものの、2024年度からは「AC（アカデミック）型」と「SA（ソーシャルアクション）型」へ変更。文理融合を推し進めるとした。
なお、外部の交流会やコンテストへの参加の機会も多く、終業式の表彰では研究関連の表彰が目立つ。

## 行事
- スポーツフェスティバル - 6月

当校校庭にて行われる。非公開。2019年までは所沢市民体育館で行われていたが、パンデミックで自治体のSARSコロナウイルス2ワクチン接種会場に使用されたため、2022年初の学校開催となり、人工芝化が完了した2023年、2024年も校庭で実施されたため、今後も当校校庭にて行われるものと予想されている。
- スクールフェスティバル - 9月

2日間に渡って開催される。開校当初は、附属大泉中学校と合同で非公開で行われていたが、附属大泉中学校閉校後、附属高等学校大泉校舎との合同開催が行われると同時に、一般への公開を開始した。通常の学習の延長線上として位置づけられているため、特に前期課程では、国際教養と関連した内容でアトラクションの制作や発表などをする。
- 1年生、3年生、5年生にはWC（ワークキャンプ）がある。1年生は6月に富士WC（2011年震災まではツインリンクもてぎ）、3年生は11月に沖縄WC、5年生は同じく11月にタイ（SARSコロナウイルス2のパンデミック前はカナダ・バンクーバー近辺での実施/2023年度は国内）のWCを行う。
- その他、新入生歓迎会や1・2年生が参加するマラソン大会、生徒会主催の行事がある。また、国際教養関連、美術関連、社会科関連、理科関連のフィールドワークがある。

## 部活動
最低5名の部員と顧問教員を確保できれば部活動を設立することができる。
前期課程
過去にサッカー部が都大会に出場した。
- サッカー部
- 野球部
- テニス部
- バスケットボール部
- 陸上競技部
- バドミントン部
- バレーボール部
- ダンス部
- 水泳部
- 棋道部
- 管弦楽部
- 音楽部
- 合唱部（休部中）
- 美術部
- ボランティア部
- 科学部

後期課程
過去に、全国大会に水泳部、関東大会に陸上部、都大会に硬式テニス部、軟式野球部が、それぞれ出場した。バスケットボール部などの活動も盛んである。
2021年4月に「硬式野球部」から「軟式野球部」へと変更になった。
2023年まで演劇部は休部状態だったものの、2024年度から新部員が再開させ、活動を行っている。2024年度のスクールフェスティバルでも公演を行った。
- サッカー部
- 軟式野球部
- 男子バスケットボール部
- 女子バスケットボール部
- テニス部
- バドミントン部
- 陸上競技部
- バレーボール部
- ダンス部
- 水泳部
- 棋道部
- 音楽部
- 美術部
- ボランティア部
- 管弦楽部
- 茶道部
- 合唱部（休部中）
- 演劇部
- 山岳研究部
- 科学部

## 設備・施設
- トラックおよそ一周分のグラウンド、テニスコート7面（クレイコート4面、ハードコート3面）、体育館2棟、武道場、卓球場、プール2ヶ所（使用は片方のみ）、バドミントンコート4面が入る中庭等の運動施設がある。2023年、中庭、多目的コート、校庭の人工芝化が完了した。
- 2009年に完成したC棟には、多数の書物を収蔵する総合メディアセンターや、コンピュータが常備されているICTルーム等がある。
- N棟、C棟にはエレベーターが設置されている。しかしW棟には2023年8月現在に至っても設置されておらず、W棟3階には階段を使ってしか行くことができない。このバリアフリーでない状態に対し、校長は「大学が予算を出さないのが原因」としている[要出典]。しかしながら、校庭等々の人工芝化が可能な予算が下りるのであればエレベーターの設置も可能なのではないか、との意見も多くある[要出典]。
- 体育館にはエアコンが設置されておらず、簡易的な冷風機のみを用いた暑さ対策となっていたが、2025年現在は第一、第二体育館ともにエアコンが設置された。
- 敷地内には練馬区の保存樹に指定されているヒマラヤスギの並木があったが、倒木等による人身事故の防止を理由に指定解除を受けないまま伐採された。これに対して練馬区は、当校の名称、および樹木の管理者たる学校長の氏名を、公式ホームページ上で公表した。

## 交通
- 西武池袋線大泉学園駅 から徒歩10分
- 西武池袋線大泉学園駅南口よりバスで2分、バス停「学芸大付属前」下車徒歩0分
- JR中央線阿佐ケ谷駅、荻窪駅、西武新宿線上井草駅より 西武バス荻15「長久保」行、荻15-2「大泉学園駅南口」行、バス停「学芸大付属前」下車徒歩0分
- JR中央線西荻窪駅、西武新宿線上石神井駅より 関東バス・西武バス西03「大泉学園駅」行、バス停「学芸大付属前」下車徒歩0分
- JR中央線、京王井の頭線吉祥寺駅、西武新宿線武蔵関駅より西武バス 吉61「都民農園セコニック前」行、吉61-1「新座栄」行、吉62-1「大泉学園駅南口」行、バス停「学芸大付属前」下車徒歩0分
- 西武新宿線上石神井駅より 西武バス泉35-1「長久保」行、泉35-2「大泉学園駅南口」行、バス停「学芸大付属前」下車

## 著名な関係者

### 教職員
- 松井孝夫 - 元教諭、聖徳大学准教授、作詞作曲家

### 卒業生
- 南谷真鈴 - 登山家
- 海老原優香 - フジテレビアナウンサー
- 田中千恵子 - 社会起業家
- 阿部なつき - モデル